# Acalolepta dispar
Acalolepta dispar är en skalbaggsart som först beskrevs av Francis Polkinghorne Pascoe 1866.  Acalolepta dispar ingår i släktet Acalolepta och familjen långhorningar. Inga underarter finns listade i Catalogue of Life.